# NGC 922
NGC 922 (również PGC 9172) – galaktyka spiralna z poprzeczką (SBcd), znajdująca się w gwiazdozbiorze Pieca. Została odkryta 17 listopada 1784 roku przez Williama Herschela.
Postrzępiona spirala tej galaktyki oraz jej pierścieniowa struktura są rezultatem zderzenia z małą galaktyką 2MASXI J0224301-244443, do którego doszło około 330 milionów lat temu. Mała galaktyka przeszła przez centrum NGC 922 i „przebiła” ją na wylot, zaburzając jej strukturę oraz inicjując procesy gwiazdotwórcze.
W galaktyce tej zaobserwowano dwie supernowe: SN 2002gw i SN 2008ho.